# Фонтен-Ютерт
Фонте́н-Юте́рт (фр. Fontaine-Uterte) — коммуна во Франции, находится в регионе Пикардия. Департамент коммуны — Эна. Входит в состав кантона Боэн-ан-Вермандуа. Округ коммуны — Сен-Кантен.
Код INSEE коммуны — 02323.

## Население
Население коммуны на 2010 год составляло 127 человек.
| 1962 | 1968 | 1975 | 1982 | 1990 | 1999 | 2010 |
| ---- | ---- | ---- | ---- | ---- | ---- | ---- |
| 168  | 165  | 205  | 159  | 135  | 119  | 127  |

## Экономика
В 2010 году среди 89 человек трудоспособного возраста (15—64 лет) 74 были экономически активными, 15 — неактивными (показатель активности — 83,1 %, в 1999 году было 69,6 %). Из 74 активных жителей работали 67 человек (37 мужчин и 30 женщин), безработных было 7 (2 мужчин и 5 женщин). Среди 15 неактивных 4 человека были учениками или студентами, 5 — пенсионерами, 6 были неактивными по другим причинам.